# Rudolf Toman
Rudolf Toman (* 6. května 1914) byl československý fotbalista, útočník.

## Fotbalová kariéra
Hrál za AFK Kolín, SK Náchod, SK Slavia Praha, SK Pardubice a SK Olomouc ASO. V lize odehrál 208 utkání a dal 64 gólů. Ve Středoevropském poháru nastoupil v 1 utkání. Za reprezentační B-tým nastoupil v 8 utkáních. Mistr Československa 1937.